# アダム・イエジィ・チャルトリスキ
アダム・イエジィ・チャルトリスキ（ポーランド語: Adam Jerzy Czartoryski、ロシア語: Адам Ежи Чарторыйский、1770年1月14日 - 1861年7月15日）は、ロシア及びポーランドの貴族、政治家、文筆家。アダム・カジミェシュ・チャルトリスキ公爵の長男、母はイザベラ・フレミング。
チャルトリスキはロシア皇帝アレクサンドル1世の「若き友人」の一人として、アレクサンドルの治世当初に企図された改革に参画し、後に帝政ロシアの外務大臣を務めた。また稗史では、アレクサンドル1世の皇后エリザヴェータ・アレクセーエヴナの皇太子妃時代の不倫相手とも言われる。1804年から1806年までロシア大臣委員会議長（事実上の帝国宰相）を務めた後、1830年のロシアからの独立を目指し、十一月蜂起後成立したポーランド国民政府の首班となるが、十一月蜂起の敗北後、1万人のポーランド人とともにパリに亡命（大亡命）し、ポーランドの自治回復をロシアに働きかけた。

## 生涯

### 出生
アダム・イエジィ・チャルトリスキは、1770年1月14日ポーランド王国の首都ワルシャワにアダム・カジミェシュ・チャルトリスキ公爵とイザベラ・フレミングの長男として生まれた。チャルトリスキ公爵家は、ポーランド・リトアニア共和国の大貴族（マグナート）の中でも屈指の名門であり、特に親ロシア派の一門として聞こえていた。チャルトリスキの出生に当たっては、アダム・カジミエシ公の実子ではなく、母イザベラとポーランド駐在ロシア大使であったニコライ・レプニン公の不義の子という説もある。
幼年期、大部分をフランス語による家庭教育に費やし、5月3日憲法の起草に参加したイタリア人聖職者シポオーネ・ピアトリの薫陶を受けた。1786年海外遊学に出発し、ドイツのゴータではヨハン・ヴォルフガング・フォン・ゲーテの戯曲『タウリス島のイフィゲーニエ』を聴き、ヨハン・ゴットフリート・ヘルダーとクリストフ・マルチン・ヴィーラントの面識を得る。 1789年、母とともにイギリスに渡った。当時、英国では初代インド総督を務めたウォーレン・ヘースティングズに対して上院による弾劾が行われており、チャルトリスキもこの裁判を実際に法廷で見聞している。1793年に再度、英国に渡り、社交界で多くの人々の知遇を得るとともに英国の立憲政治、議会政治について学んだ。
1793年第二次ポーランド分割がプロイセンとロシアによって行われると、1794年ポーランド独立の志士コシューシコによって義勇軍が結成される。チャルトリスキは義勇軍への参加を希望したが、両親の反対によってその望みは潰えた。しかし、コシューシコへの支持により、オーストリア官憲によってポーランドとブリュッセルを往来中に逮捕、拘束された。1795年の第三次ポーランド分割によって、ポーランド王国は消滅し、チャルトリスキ家の領地も失われた。1795年5月チャルトリスキと弟のコンスタンティ・アダム・チャルトリスキはペテルブルクの宮廷に奉仕することとなった。

### ロシアに渡る
1795年事実上、人質としてロシアに渡ったチャルトリスキ兄弟は、ペテルブルクの宮廷に仕官する。二人はロシア軍に入隊し、アダムは騎兵将校、コンスタンチンは歩兵将校としてそれぞれ勤務することになった。女帝エカテリーナ2世はチャルトリスキ兄弟に好意的であり、元の所領の一部を返還した上、1796年前半に侍従に取り立てた。
同時期、すでにチャルトリスキは、ゴリツィン公爵夫人主催の舞踏会を通じて、皇孫アレクサンドル大公（後の皇帝アレクサンドル1世）と知り合い、若き貴公子たちは互いに強い「知的な友情」を結ぶこととなる。エカテリーナ2世が崩御し、パーヴェル1世が即位すると、チャルトリスキは皇太子となったアレクサンドルの副官に任命され、3ヶ月の休暇を許されポーランドのチャルトリスキ家領に戻ることを許可されている。この時期、ロシアの宮廷には非常に自由主義的な空気が充溢し、熱狂的な人文主義者、啓蒙主義者であったピョートル・ヴォルコンスキーとニコライ・ノヴォシリツェフが大きな影響を与えていた。
チャルトリスキは、パーヴェル1世の治世、10年間を通じて皇帝の信任を維持することに成功した。1798年12月パーヴェル1世は、チャルトリスキを駐サルジニア王国公使に任命した。イタリアでチャルトリスキが目にしたものは、分裂した国家であった。チャルトリスキはイタリア滞在中、ナポリへの遊覧旅行やイタリア語の習得と古代ローマの遺跡調査などに精を出した1801年パーヴェル1世が暗殺され、アレクサンドル1世が即位すると、新帝は友人のひとりであるチャルトリスキをロシアに召還した。

### ロシア帝国外務大臣
1803年4月3日アレクサンドル1世はチャルトリスキをヴィルノ教育管区（リトアニア、ベラルーシ、右岸ウクライナ）の責任者に任じた。ヴィルノ・アカデミーは、ヴィルノ大学（ヴィリニュス大学）に再編・改組され、チャルトリスキの先進的な構想によって北東欧州最初の高等教育機関のひとつとなった。しかし、チャルトリスキが文部行政に多く関与した時間は短いものとなった。1804年事実上の外務大臣に就任しロシア帝国の外交政策を担当することとなる。外相としての最初の任務は、ナポレオン・ボナパルト率いるフランスに対して、フランス・ブルボン家の一員で亡命貴族（エミグレ）の指導者のひとりアンギャン公の処刑に抗議したことであった。
1804年6月7日フランスの駐露公使エドヴィル伯爵は、ペテルブルクを離れた。一方、8月11日チャルトリスキによってアレクサンドル1世の書簡は英国、ロンドンに届けられ、第三次対仏大同盟の結成に向けて交渉が行われた。1804年11月6日の交渉で、ナポレオンに対抗すべく、ロシア軍11万5000人、オーストリア軍23万5000人の軍を派遣するという基本的な枠組みに合意した。最終的には、1805年4月にイギリス国王ジョージ3世との交渉で攻守同盟締結に合意を見た。
チャルトリスキが1805年（1803年か？）にアレクサンドル1世に提出した「ロシアが採用すべき政治制度に関する覚書」によれば、ヨーロッパにおける勢力図を一変することが記されている。それによれば、ドイツはオーストリアとプロイセンにより勢力均衡を目論んだ。一方、ロシアは、ダーダネルス海峡、マルマラ海、コンスタンチノープル、ボスポラス海峡とコルフ島を得、念願の地中海進出を実現することが明記されていた。オーストリアには、ボスニア、ワラキア、ラグーザ、モンテネグロ支配を認めた。イギリスとロシアは、共にヨーロッパにおける勢力均衡を維持を図るとした。最後に、オーストリアとプロイセンに対して、ドイツにおける優位を認める代償として、ダンツィヒからヴィスワ川までの領域を割譲させ、リトアニアとポーランドをロシアとの同君連合として自治国家の形態で国家再建に同意するという構想を目論んだ。この構想は、ロシア主導の独立ポーランドの国家再建としては、最も現実的な保証を与えることとなった。しかし、この構想は、アウステルリッツの戦いによる敗北とティルジット条約によりナポレオンのフランス帝国による保護国・ワルシャワ公国の成立で画餅に帰した。

### 事実上のロシア宰相
1805年チャルトリスキは、首席大臣（事実上の大臣委員会議長、帝国宰相）としてアレクサンドル1世に随行し、ベルリンとオルミュッツ（現在のチェコ領オロモウツ）の両会議に参加した。チャルトリスキは、プロイセンに対して不信感を持っていたため、ベルリンでの交渉では細心の注意を払った。1807年2月チャルトリスキはアレクサンドル1世の支持を失い、外相職を退き、アンドレイ・ブドベルグと交代した。
しかし、外相を辞任した後も国家評議会には留まった。1810年にはチャルトリスキに対して、アレクサンドル1世が1805年に取った方針が誤りだったとざっくばらんに認めるなど、非公式に信頼を維持した。1810年にチャルトリスキはペテルブルクを離れた。以後、チャルトリスキはペテルブルクに戻ることは無かった。この時期には、彼とアレクサンドル1世の関係は決して良好なものとは言えなかったが、それでもチャルトリスキとアレクサンドル1世は1813年2月20日に露普同盟調印を前に、カリシュ（ヴィエルコポルスカ県、大ポーランドの意味）で再会した。1814年ウィーン会議が開催されると、チャルトリスキはパリに滞在し、ウィーン会議に臨席するアレクサンドル1世の元に情報を提供した。

### 11月蜂起
1815年ウィーン会議によってロシア皇帝アレクサンドル1世を国王に戴く、ポーランド立憲王国が誕生するこうした中、チャルトリスキは、元老院議員の地位に満足しているようであった。1817年アンナ・ゾフィア・サピェジナ（レオン・ルドヴィク・サピェハの姉）と結婚した。ルドヴィク・パツという男との間に決闘の末に勝ち取った結婚であった。夫妻のあいだにはヴィトルト、ヴワディスワフ、イザベラの一男二女が生まれた。
1823年には父アダム・カジミエシ公が死去し、チャルトリスキは父祖代々の地であるプワヴィに居を構えた。
1829年アレクサンドル1世の跡を継いで即位したニコライ1世はポーランド王国憲法とポーランド王国軍の廃止を断行しようとして、ポーランド国民の反発を買った。1830年十一月蜂起が起こり、チャルトリスキは公的生活への復帰を余儀なくされた。1831年1月、ポーランドは国王としてのニコライ1世の廃位と、国民政府の樹立を宣言した。国民政府の首班にはチャルトリスキが就任した。チャルトリスキは外交交渉を通じて、ニコライ1世にウィーン会議に明記されたポーランドの権利の擁護を求めた。その一方でフランスを中心とする西欧列強の支援を要請したが、七月革命の余波覚めやらぬ西欧諸国にその余裕は無かった。
しかし、すでに60代を越え、老境に入っていたチャルトリスキは諦めなかった。臨時政府首班を辞したチャルトリスキは、1831年8月23日イタリア人のジローラモ・ラモリーノ将軍の軍に義勇兵として入隊した。そしてカリシュ、サンドミェシュ、クラクフの南部ポーランド三県による連合を結成した。しかし、物量に勝るロシア軍によってポーランド義勇軍は戦いに敗れ、チャルトリスキも一度は死刑を宣告された。しかし、間もなく追放刑に減刑された。1832年2月25日、彼はイギリスに亡命し、「ポーランド自由友の会」を設立した。

### パリ亡命
十一月蜂起に敗北したポーランドでは、貴族層を中心に約1万人もの人々がフランスに亡命した（「大亡命」）。チャルトリスキもイギリスからフランスに移り、パリのサン＝ルイ島に位置する「オテル・ランベール」を拠点として、ポーランド国家復活を目指した。こうして結成されたポーランド独立派のうち、チャルトリスキら大貴族層を中心とする立憲君主制を志向する一派をオテル・ランベール派と呼ぶ。
オテル・ランベールには、1831年からパリに定住した作曲家のフレデリック・ショパンなど、多くの文化人たちも交わった。ショパンが1849年に死去した時、10月30日にパリのマドレーヌ寺院とペール・ラシェーズ墓地で行われた彼の葬儀において、チャルトリスキが葬儀委員長を務めた。
1830年代、アダム・チャルトリスキは、ポーランドの解放をねがって、英仏とロシアがオスマン帝国をめぐって戦争することを期待し、これはクリミア戦争として現実のものとなった。
アダム・チャルトリスキは1861年7月15日に、セーヌ＝エ＝マルヌ県モー近郊の、モンフェルメイユにあったカントリー・ハウスで死去した。チャルトリスキ家の家督は息子のヴワディスワフ・チャルトリスキが引き継いだ。

## 叙勲
- 白鷲勲章 Order Orła Białego（1815年受章）

## 著作
ブリタニカ百科事典第11版によるとチャルトリスキの主要な著作は以下の通りである。
- Essai sur la diplomatie (Marseilles, 1830)
- Life of J. U. Niemcewicz (Paris, 1860)
- Alexander I. et Czartoryski: correspondence ... et conversations (1801-1823) (Paris, 1865)
- Memoires et correspondence avec Alex. I., with preface by C. de Mazade, 2 vols. (Paris, 1887)
- an English translation, Memoirs of Czartoryski, &c., edited by A. Gielguch, with documents relating to his negotiations with Pitt, and conversations with Palmerston in 1832 (2 vols., London, 1888).

## 文芸作品におけるチャルトリスキ
チャルトリスキは、レフ・トルストイの『戦争と平和』三巻で1805年11月18日、アウステルリッツの戦いの前にオルミュッツの連合国会議に赴くシーンでカメオ出演している。